# All at Once
All at Once ist ein Lied der US-amerikanischen Sängerin Whitney Houston. Es erschien im Februar 1985 auf ihrem selbstbetitelten Debütalbum sowie im Folgemonat als Single.

## Entstehung und Veröffentlichung
Geschrieben wurde das Lied gemeinsam von Michael Masser und Jeffrey Osborne. Masser zeichnete zudem auch für die Produktion verantwortlich.
Die Erstveröffentlichung von All at Once erfolgte am 14. Februar 1985 bei Arista Records, als Teil von Houstons selbstbetitelten Debütalbums (Katalognummer: AL 8-8212). Im Folgemonat erschien das Lied in mehreren europäischen Ländern als vierte Singleauskopplung aus dem Album. Diese erschien als 7″-Single mit der B-Seite Greatest Love of All (Katalognummer: 107 185). Am 21. Juli 1986 erschien das Lied zudem als Single in Japan, mit der B-Seite Thinking About You (Katalognummer: 7RS-144). In Nordamerika erschien das Lied nicht als Single, jedoch als Airplay.

## Inhalt und Stil
Es ist eine Pop-Ballade über eine Liebe, die ohne Vorwarnung geht, und den Kummer, der danach zu spüren ist. In Europa und Japan sollte Houston anders als in den Vereinigten Staaten, wo sie eher als "R&B-Queen" wahrgenommen werden sollte, mehr als "Pop-Prinzessin" aufgebaut werden. Daher entschied sich ihr Management die Ballade All at Once dort auszukoppeln.

## Liveauftritte
Houston spielte das Lied 1985 in der PopsJops-Show des niederländischen Fernsehens, 1985 in Peters Pop Show und 1986 in der japanischen Fernsehsendung Night's Hit Studio. Im folgenden Jahr spielte Houston das Lied bei den American Music Awards 1987 sowie beim italienischen Sanremo Music Festival. In diesem letztgenannten Wettbewerb wurde eine Zugabe des Liedes gefordert, und Houston ist die erste und bislang einzige Sängerin, der dies gewährt wurde.

## Musikvideos
Arista veröffentlichte ein Musikvideo exklusiv für Deutschland und Japan. Für einige europäische Länder wurde ein weiteres Video veröffentlicht. Darin singt Houston das Lied auf der Bühne.

## Kommerzieller Erfolg

### Chartplatzierungen
All at Once avancierte zum Top-10-Hit in Belgien (Rang 2) und den Niederlanden (Rang 5) sowie zum Charthit in Frankreich (Rang 132).

### Auszeichnungen für Musikverkäufe
| Land/Region  | Auszeichnungen für Musikverkäufe (Land/Region, Auszeichnung, Verkäufe) | Verkäufe |
| ------------ | ---------------------------------------------------------------------- | -------- |
| Japan (RIAJ) | Gold                                                                   | 50.000   |
| Insgesamt    | 1× Gold ·                                                              | 50.000   |

Hauptartikel: Whitney Houston/Auszeichnungen für Musikverkäufe